# (26993) Littlewood
(26993) Littlewood est un astéroïde de la ceinture principale.

## Description
(26993) Littlewood est un astéroïde de la ceinture principale. Il fut découvert le 3 décembre 1997 à Prescott (Arizona) par Paul G. Comba. Il présente une orbite caractérisée par un demi-grand axe de 2,98 UA, une excentricité de 0,08 et une inclinaison de 2,3° par rapport à l'écliptique.

## Compléments